# Faro di Mumbles
Il faro di Mumbles (in gallese Goleudy Mwmbwls), completato nel 1794, è un faro situato a Mumbles, vicino a Swansea. La struttura, che si trova sulla parte esterna di due isole al largo di Mumbles Head, è chiaramente visibile da qualsiasi punto lungo le cinque miglia della baia di Swansea. Insieme alla vicina stazione di salvataggio, è il punto di riferimento più fotografato del villaggio.
Questo faro è gestito dal Trinity House Lighthouse Service di Londra, l'organizzazione Wales Coast Maritime Aid.

## Storia
Il faro fu completato nel 1794. È una torre bianca a due piani, con una piccola lanterna su una galleria.
Nel 1860 la luce a petrolio fu aggiornata con una luce diottrica e il forte che circonda la torre fu costruito dal dipartimento della guerra. Nel 1905 un incendio blackout sostituì quello vecchio. È stato parzialmente automatizzato nel 1934. Nel 1977 la lanterna in ghisa si è deteriorata. Irreparabile, è stata rimossa e sostituita nel 1987. Nel 1995 la luce principale è stata alimentata da pannelli solari e sono state aggiunte apparecchiature di monitoraggio di emergenza.